# Рудний пояс
Рудний пояс (рос. рудный пояс, англ. ore belt; нім. Erzgürtel m) — ланцюг рудних родовищ, який розташовується вздовж якої-небудь геологічної структури. Інколи рудний пояс має протяжність у декілька тисяч кілометрів.
Розрізнюють монометалічні та поліметалічні рудні пояси.
Приклад рудного поясу планетарного масштабу — Тихоокеанський рудний пояс.